# Eriopyga monopis
Eriopyga monopis là một loài bướm đêm trong họ Noctuidae.